# Crown City (Ohio)
Crown City es una villa ubicada en el condado de Gallia en el estado estadounidense de Ohio. En el Censo de 2010 tenía una población de 413 habitantes y una densidad poblacional de 133,22 personas por km².

## Geografía
Crown City se encuentra ubicada en las coordenadas 38°35′23″N 82°17′50″O / 38.58972, -82.29722. Según la Oficina del Censo de los Estados Unidos, Crown City tiene una superficie total de 3.1 km², de la cual 3.01 km² corresponden a tierra firme y (3.01%) 0.09 km² es agua.

## Demografía
Según el censo de 2010, había 413 personas residiendo en Crown City. La densidad de población era de 133,22 hab./km². De los 413 habitantes, Crown City estaba compuesto por el 98.79% blancos, el 0% eran afroamericanos, el 0% eran amerindios, el 0.97% eran asiáticos, el 0% eran isleños del Pacífico, el 0% eran de otras razas y el 0.24% pertenecían a dos o más razas. Del total de la población el 0.48% eran hispanos o latinos de cualquier raza.